# 真宗山元派
真宗山元派（しんしゅうやまもとは）は浄土真宗の宗派の一つである。本山は證誠寺である。

## 概要
浄土真宗の宗派の1つである。所属寺院は全国に21か寺で、真宗十派の中では最も少なく、その多くは福井県に集中している。
宗派紋は三つ紅葉。

## 歴代門主
- 初代：親鸞 - 宗祖
- 第2世：善鸞 - 親鸞の息子
- 第3世：浄如
- 第5世：旦應
- 第8世：善鎮
- 第9世：善充
- 第11世：善教
- 第16世：善應
- 第20世：善超 - 山元派中興の祖
- 第24世：善敬
- 第25世：光教 - 現門主